# The Forest Hills
The Forest Hills é um filme de terror e suspense independente americano de 2023, dirigido e escrito por Scott Goldberg, e é baseado em seu curta-metragem de 2007, Danielle's Revenge. É estrelado por Chiko Mendez como Rico, um homem que, após caminhar nas Montanhas Catskill, começa a ter "visões de pesadelo" envolvendo sua mãe (Shelley Duvall). O filme também apresenta performances de Edward Furlong, Chiko Mendez, Dee Wallace e Felissa Rose.
The Forest Hills foi lançado em 11 de março de 2023 e foi a última aparição cinematográfica de Shelley Duvall, pois ela morreu em 2024.

## Sinopse
Um homem "é atormentado por visões de pesadelo após sofrer um traumatismo craniano enquanto acampava na floresta de Catskill".

## Elenco
- Chiko Mendez como Rico
- Shelley Duvall como mãe de Rico
- Edward Furlong como Billy
- Dee Wallace como Angela
- Felissa Rose como Dra. Gonzales
- Stacey Nelkin como Debbie
- Marianne Hagan como Jordana

Cory Cowley, Michael Krysiewicz, Jennifer Pearl, Robert Leckington, Tammy Mattox, Daniel Mione, Christopher Allen White, Savanna Carmichael, Brian Michael Finn, Alethea Maguire, J. Jones, Taylor Vigee, Ariel Elizabeth Acosta, and Joel Fontaine interpretam vítimas.

## Produção
Goldberg dirigiu e escreveu o curta-metragem Danielle's Revenge em 2007, e mais tarde escreveu The Forest Hills como uma versão alternativa do longa. Em outubro de 2022, Shelley Duvall, Edward Furlong, Chiko Mendez e Dee Wallace foram escalados. Em dezembro de 2022, foi revelado que Felissa Rose, Stacey Nelkin e Marianne Hagan foram escaladas.
Duvall, que estava aposentada da atuação há 20 anos, foi inicialmente escalada para um cameo semelhante a "um tipo de flashback de Pamela Voorhees de Friday the 13th". Seu papel foi expandido depois que ela expressou interesse em atuar em mais cenas.

## Lançamento
The Forest Hills estreou no Smodcastle Cinemas, um cinema em Atlantic Highlands, Nova Jérsei, em 11 de março de 2023. Foi lançado em 4 de outubro de 2024.

## Recepção
Cody Hamman do JoBlo.com deu ao filme uma classificação de 6 de 10 e ele disse; Fiquei impressionado com Mendez, me diverti vendo rostos familiares no elenco de apoio e adorei ver Duvall novamente, não posso dizer que achei The Forest Hills uma experiência de visualização ideal. Filmes psicodélicos, dispersos, "isso é real ou não?" simplesmente não são para mim, então este não é o tipo de filme que eu assistiria para entretenimento. Estou feliz por ter visto uma vez, mas não é algo que eu poderia assistir várias vezes.

Em sua crítica no Bloody Disgusting, Paul Lê avaliou-o com 1,5/5 caveiras dizendo que é "um filme psicológico confuso de lobisomem (...) Parece mais um teste de resistência do que um filme, e não de uma forma gratificante também."